# San Pedro Quiatoni
San Pedro Quiatoni är en kommunhuvudort i Mexiko.   Den ligger i kommunen San Pedro Quiatoni och delstaten Oaxaca, i den sydöstra delen av landet, 400 km sydost om huvudstaden Mexico City. San Pedro Quiatoni ligger 1 852 meter över havet och antalet invånare är 2 792.
Terrängen runt San Pedro Quiatoni är kuperad åt nordost, men åt sydväst är den bergig. Runt San Pedro Quiatoni är det glesbefolkat, med 11 invånare per kvadratkilometer. San Pedro Quiatoni är det största samhället i trakten. I omgivningarna runt San Pedro Quiatoni växer huvudsakligen savannskog.